# Louis Théodore Kleinmann
Louis Théodore Kleinmann (* 21. Juli 1907 in Brumath, Deutsches Kaiserreich; † 14. Juli 1979 in Straßburg, Frankreich) war ein französischer Offizier und nach dem Zweiten Weltkrieg im Rang eines Colonel in der französischen Armee zwischen Juli 1945 und 1946 Stadtkommandant von Mainz.

## Tätigkeiten in Mainz

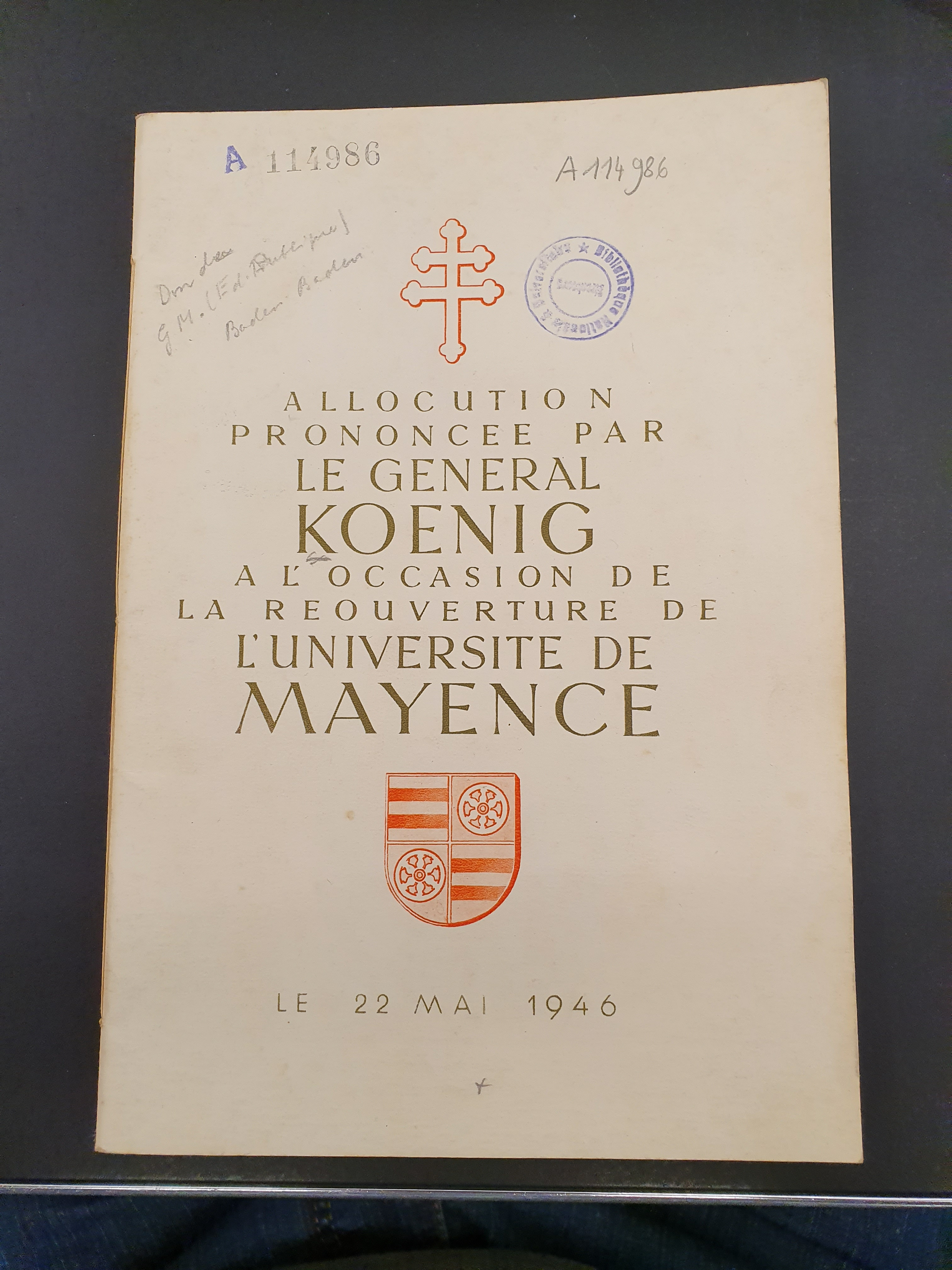
Allgemeine Ansprache General Koenig zur Einweihung der Universität Mainz

In der Funktion des französischen Stadtkommandanten war er maßgeblich am Wiederaufbau der Johannes Gutenberg-Universität Mainz beteiligt. Dafür wurde er später zum Ehrenbürger der Universität ernannt.
Ebenso war er um die Wiederbelebung der Mainzer Fastnacht bemüht. Im Oktober 1945 rief er deshalb die Mainzer Fastnachter Seppel Glückert, Heinrich Hilsenbeck und Karl Moerlé vom Mainzer Carneval-Verein zu sich in die Breidenbacher Straße. Er wollte sich bei ihnen erkundigen, wann sie vorhätten, wieder Fastnacht zu feiern. Die drei Herren waren erstaunt über den Vorschlag und äußerten Bedenken, ebenso wie der anwesende Bürgermeister Emil Kraus. Kleinmann entgegnete, dass er die Fastnacht aus persönlicher Erfahrung kenne und dass gerade im Hinblick auf die Trostlosigkeit der Verhältnisse ein Ventil vonnöten sei, das dem Lebensmut der Mainzer Bevölkerung ein Ansporn sein sollte, Bestehendes leichter zu überwinden.
Zum ersten Mainzer Weinmarkt nach dem Krieg 1946 stellte die damalige französische Besatzungsmacht in Zusammenarbeit mit Kleinmann 100.000 Liter Wein zur Verfügung. Mit dem Überschuss von 60.000 Reichsmark (entspräche heute: 249.494 Euro) aus den Erlösen des Weinmarktes 1946 wurde der Mainzer Verkehrsverein, ursprünglicher Initiator des Mainzer Weinmarktes, wieder neu gegründet.

## Ehrungen
- Großes Bundesverdienstkreuz (31. März 1966)[2]